# イオンモール名取
イオンモール名取（イオンモールなとり）は、仙台空港アクセス線沿いの宮城県名取市・なとりりんくうタウンに所在するショッピングセンターである。

## 概要
ダイヤモンドシティが宮城県名取市の仙台空港臨空都市に建設したショッピングセンターで、仙台空港線・杜せきのした駅の南側にあり、同駅とペデストリアンデッキと建物の2階で直結している。ダイヤモンドシティとしては全国24箇所目の出店で、開業時点では東北最大級のショッピングセンターと言われていた。
2006年（平成18年）4月8日の起工式の時点では「ダイヤモンドシティ仙台名取ショッピングセンター（仮称）」とされていたが、同年9月27日に名取市の仙台空港の近隣にあることなどから「ダイヤモンドシティ・エアリ」と名づけられた。
また、起工式の時点ではジャスコ以外の核店舗として百貨店を招致したいとの意向を持っていた選定を進めていたものの実際の招致は困難との見通しをダイヤモンドシティが示していたが、三越名取店が入居することになった。
なお、シネマコンプレックスの併設は起工式の時点で計画の中に含まれていた。
敷地面積158,000㎡に3階建て延床面積117,000㎡という大規模なショッピングセンターで、2007年（平成19年）2月28日の開業時点では、ジャスコ新名取店と三越名取店を核店舗に172のテナントが入居する2核1モール型のショッピングセンターであった。
このうち、三越は武蔵村山店に続く郊外型ショッピングセンターへの出店で売場面積は13,480㎡で売場面積18,685㎡のジャスコと共に核店舗となっていた。
当施設は仙台市南部に位置する半径10キロメートル圏内の約43万人を基本商圏としつつも福島県や山形県からの集客を目指しており
実際、当施設を含めて2007年（平成19年）以降に仙台市や名取市に大規模商業施設が複数開店したことで山形県では消費の県外流出を加速し、同県の2012年度（平成24年）買い物動向調査で山形市では10人に1人が仙台地区で買う品物もあるなど山形県からの買い物流出率は同年度で約1.2%に達するに至ったと山形県商工労働観光部が調査結果を分析している。
また、当施設はファッション関連のショッピングセンターへの出店常連企業で構成される研究会SPACによる2006年（平成18年）春から2007年（平成19年）春に開業した主要大型ショッピングセンターの成績を出店したテナント企業のアンケート回答の集計で、集客力と利益では5位となり、同期間における新設ショッピングセンターの中で上位10施設の一つとの評価を受けた。
ところが、翌年2008年（平成20年）には来店者数が対前年比で約10%減少し、同年春に行われた2006年（平成18年）秋冬から2008年（平成20年）春に開業した主要大型ショッピングセンター45施設の成績を、出店したテナント企業のアンケート回答の集計では、評価を大きく落としている。
また、開業初年度に売上高が目標の60億円を大きく下回る約37.5億円と低迷して約5.7億円の営業赤字となったうえ、主力店舗が軒並み減収に陥った影響で不採算店舗の見直しが行われたことなどにより、2009年（平成21年）3月1日に名取三越は閉店した。
2009年（平成21年）11月13日に三越の撤退跡に家電量販店や100円ショップを入居させるなどの改装を行って新装開店した。
運営会社のダイヤモンドシティがイオンモールと2007年（平成19年）8月21日に合併したことに伴って運営母体がイオンモールとなり、「イオンモール名取エアリ」に名称変更された。
なお、イオンモールが運営するショッピングセンターの名称をイオンモールの後に所在地名を付ける形に統一することになったため、2011年（平成23年）10月21日「イオンモール名取」に名称変更された。
また、核店舗の「ジャスコ新名取店」は2011年（平成23年）3月1日にイオングループの総合スーパーをイオンに店名統一することに伴って「イオン新名取店」に改称した。
そのほか、シネマコンプレックスの「ワーナー・マイカル・シネマズ」は運営会社の「ワーナー・マイカル」が「イオンシネマズ」と2013年（平成25年）7月1日に合併して「イオンエンターテイメント」となるのに伴い、劇場名を「イオンシネマ」に変更することになった。

### 増床リニューアル
2019年（平成31年）4月19日、鉄骨3階建の増床棟が完成し、増床改装オープンした。増床棟は1階がピロティ形式の駐車場、2、3階には飲食店など計約50の専門店が入り、屋上は駐車場とした。また、屋根付きのデッキで仙台空港アクセス線杜せきのした駅とは直結している。既存棟には新たに、食物販店を集めた「けやきマルシェ」、名取市の子育て支援拠点施設や市図書館の返却ボックスなどを設置。これによって、延床面積は約142,000㎡、専門店数は約240店舗、駐車台数は約4500台が可能な商業施設となった。

## 沿革
- 2003年（平成15年）11月 - 開発計画を発表。
- 2006年（平成18年）
  - 4月8日 - 起工式[8]。
  - 9月27日 - 正式名称を「ダイヤモンドシティ・エアリ」に決定[11]。
  - 12月6日 - 同敷地内で市民約2,100人による植樹祭開催（約2万本植樹）。

- 2007年（平成19年）

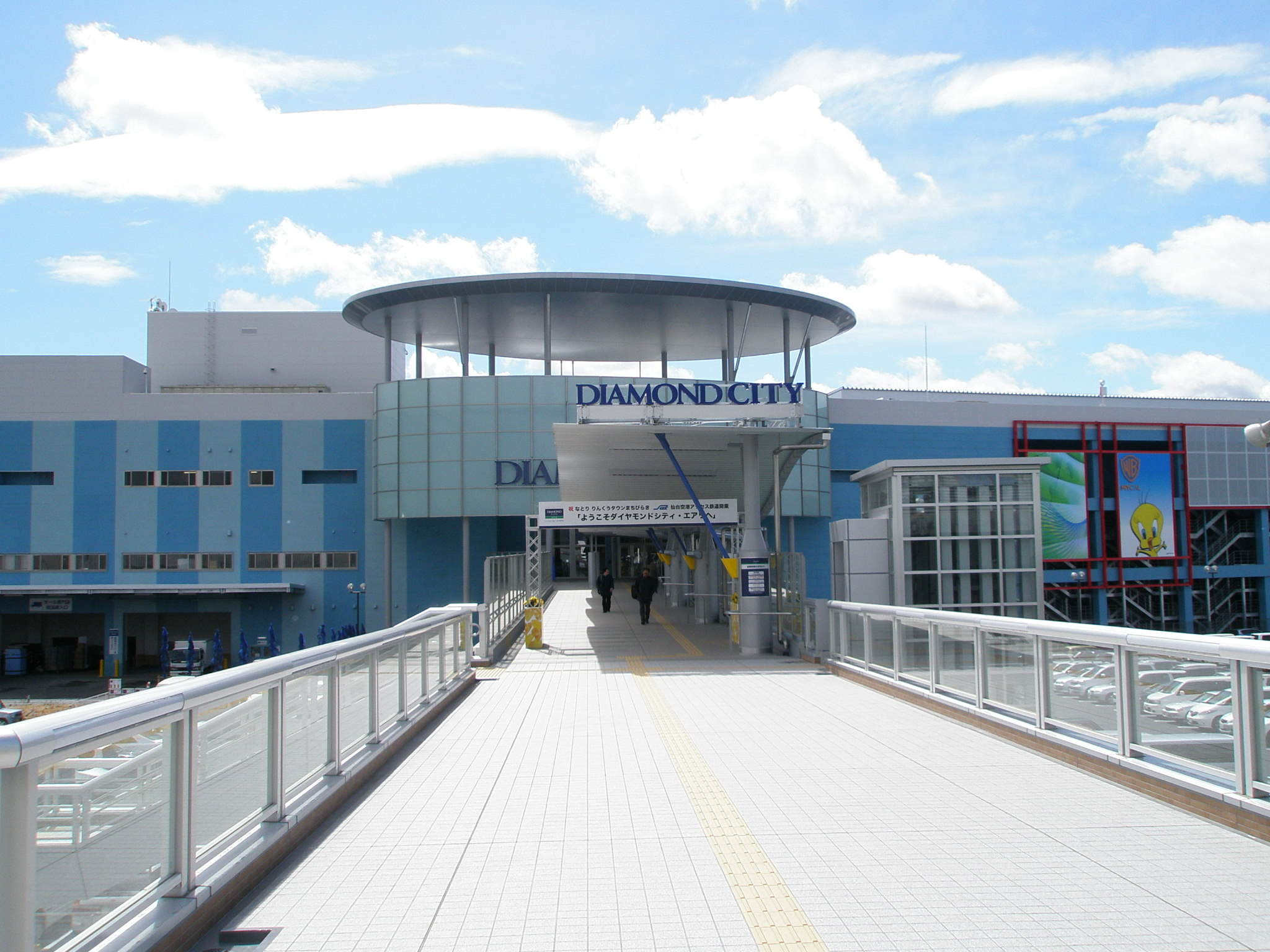
開店約1ヶ月後のダイヤモンドシティ・エアリ（2007年3月20日）

  - 2月24日 - 試験開業（プレオープン）。
  - 2月28日 - 正式開業[1]。
  - 8月21日 - 会社合併によりイオンモールのショッピングセンターとなる[18]。
  - 9月18日 - モール名改称に先立ち、荘内銀行ダイヤモンドシティ名取支店を名取エアリ支店に改称。
  - 9月22日 - イオンモール名取エアリに改称。
- 2008年（平成20年）
  - 4月23日 - 七十七銀行杜せきのした支店開設による母店変更に伴い、同行増田支店エアリ出張所を杜せきのした支店エアリ出張所に改称。
  - 9月25日 - 名取三越を2009年3月1日に閉店すると三越伊勢丹ホールディングスが発表[9]。
- 2009年（平成21年）
  - 2月28日 - 荘内銀行名取エアリ支店がイオン銀行の代理店を併設（イオン銀行本店名取エアリ代理店）。
  - 3月1日[9] - 名取三越閉店[17]。
  - 11月13日 - 旧名取三越の店舗部分を新装開店[7]。
- 2011年（平成23年）
  - 3月1日 - 「ジャスコ新名取店」[5]をイオングループの総合スーパーをイオンに店名統一するため[20]、「イオン新名取店」に改称。
  - 3月11日 - 東北地方太平洋沖地震（東日本大震災）で被災し休業。
  - 4月24日 - 一部テナントで営業を再開。
  - 10月21日 - イオンモール名取に改称[6]。
- 2012年（平成24年）
  - 1月31日 - 荘内銀行名取エアリ支店によるイオン銀行の代理店業務（イオン銀行本店名取エアリ代理店）を終了。
  - 12月6日 - イオン銀行イオンモール名取店（イオンクレジットサービス運営による代理店）が開業。
- 2013年（平成25年）
  - 2月25日 - 前日の営業を以って、七十七銀行杜せきのした支店エアリ出張所を廃止。同日付で杜せきのした支店に統合。
  - 7月1日 - ワーナー・マイカル・シネマズ名取をイオンシネマ名取に改称。
- 2016年（平成28年）
  - 5月27日 - イオンモール名取内郵便局が1Fイーストウィングエリア内に開局（郵便窓口は土日も営業）。
- 2019年（平成31年）
  - 4月19日 - 増床リニューアルオープン。
- 2020年（令和2年）
  - 3月1日 - イオン東北株式会社発足に伴い、「イオンスタイル名取」食品売場をイオン東北に移管。
- 2021年（令和3年）
  - 1月15日 - 荘内銀行名取エアリ支店が同行長町支店に移転・統合。
  - 9月1日 - イオン東北とイオンリテール東北事業本部の統合[24]に伴い、「イオンスタイル名取」の管理・運営および衣料、住居余暇、H&BC各売場をイオン東北に移管。
- 2025年（令和７年）
  - 東北初出店を含め72店舗を刷新する大規模リニューアルを実施。4月18日から順次オープン[25]。

## テナント
専門店全店の一覧・詳細情報は公式サイト「ショップリスト」を、営業時間は公式サイト「営業時間・サービスインフォメーション」をそれぞれ参照。

### 核店舗
- イオンスタイル名取（約18,685㎡[2]）

当初は「ジャスコ新名取店」の名称だったが、イオングループの総合スーパーをイオンに店名統一するため2011年（平成23年）3月1日に「イオン新名取店」に変更され、さらに「イオン名取店」、「イオンスタイル名取」へと変更された。
なお、同じ名取市内にあった「ジャスコ名取店」は閉店して建て替えられ、マックスバリュを核とした「イオンタウン名取」が2007年（平成19年）8月28日に開業した。

### 閉店した核店舗
- 名取三越（延床面積：約13,480㎡[2]、営業期間：2007年2月28日 - 2009年3月1日[9][17]）

名取三越は、ダイヤモンドシティ・ミュー（現・イオンモールむさし村山、東京都武蔵村山市）内の武蔵村山三越に続き、三越にとっての新業態である「郊外ショッピングセンター内の百貨店」として出店した。
仙台空港を利用する韓国や中国からの外国人観光客の売り上げも好調とされていたものの、開業初年度に売上高が目標の60億円を大きく下回る約37.5億円と低迷して約5.7億円の営業赤字となったうえ、三越の全国主力店舗が軒並み減収に陥った影響で不採算店舗の見直しが行われたことなどにより、2009年（平成21年）3月1日に名取三越は閉店に至った。名取三越の撤退跡は、家電量販店や100円ショップを入居させて同年11月13日に新装開店している。なお、名取三越のエアリとの契約期間は2015年（平成27年）2月28日まで、すなわち開店から丸8年間となっていたため、イオンに違約金を支払う必要があるとされる。
「郊外ショッピングセンター内の百貨店」の東北地方における先例としては、1997年（平成9年）10月3日に秋田県秋田市のイオン秋田ショッピングセンター（現在のイオンモール秋田）内に開業した中三秋田店があるが、2008年（平成20年）10月20日に閉店に追い込まれている。
このような「郊外ショッピングセンター内の百貨店」が失敗に終わった理由として、アメリカ合衆国では同形態で粗利益率約40%、商圏人口45万-60万人で営業する小売業ノウハウを持っているのに対し、納入業者に最終リスクを負わせる委託販売や消化仕入れに依存する割合が高い日本の百貨店は粗利益率が約26%に留まり、商圏人口約100万-400万人で成立しているためと言われている。
他方、仙台市都心部では、三越仙台店が隣接していた「ファッションドーム141」を2008年（平成20年）8月24日に閉店させてその商業フロア部分を賃借し、「定禅寺通り館」として同年11月21日から順次開業させ、百貨店として東北最大となる約32,000㎡まで増床した。競合する藤崎も仙台ファーストタワーに売り場面積1,150㎡の「藤崎ファーストタワー館」を2009年（平成21年）7月11日に開店させて増床している。

## グリーンスコアサービス

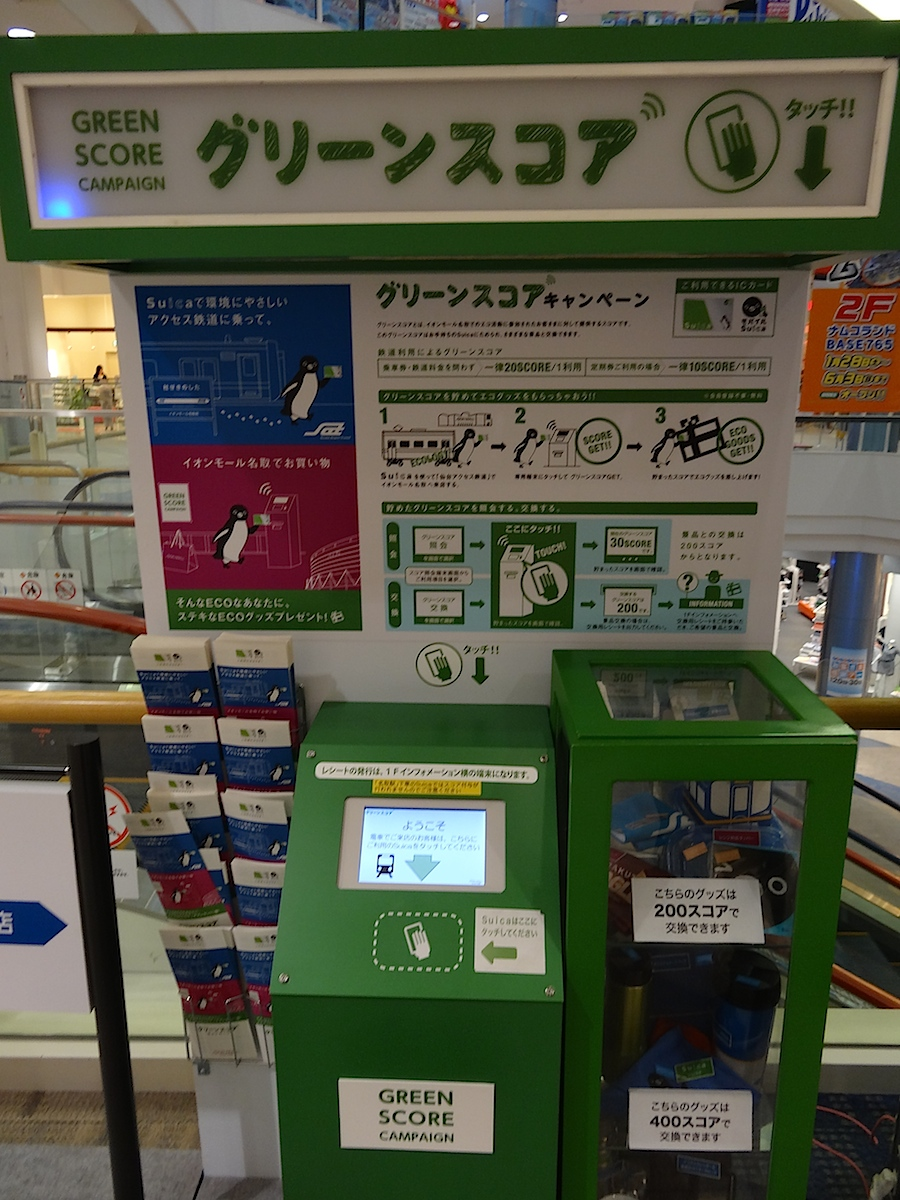
専用端末

CO2を削減することを目的に、自家用車と比べ9分の1（国土交通省算出）とされる鉄道を使って来店する客に「グリーンスコア」（主催：イオンモール名取、協賛：仙台空港鉄道、協力：JR東日本仙台支社、イオンスタイル名取）を提供していたが、2020年2月29日をもって終了した。
スコアによって仙台空港アクセス鉄道グッズや、Suicaグッズなどがプレゼントされ、利用するには、駅側入口正面の2階エアリコート内に設けられたスコア取得専用端末で、Suicaをタッチすることで蓄積、200ポイント以上で、館内2か所に設けられた端末で交換引換券を発行、1階インフォメーションで希望の商品と交換できた。一度の鉄道利用ごとに一般が20スコア、定期券では10スコアが蓄積された。

## 名称の由来
- 「空気」（AIR）：ダイヤモンドシティが東北初出店であること、出店地区が新興住宅地であることから、出店が新しい空気をこの街に吹き込むことをイメージ。
- 「仙台空港」（SENDAI AIRPORT）：仙台空港が設置されている地区である。
- 「名取」（NATORI）：出店する自治体の名称。地域との共生をイメージ。

以上、三つの言葉の一部を繋いで「airy」（エアリ）と命名された。また、来店者に妖精（Fairy）のように自由に跳びまわって欲しいとの意味合いも含まれている。

## アクセス

### 公共交通機関
- 仙台空港アクセス線 杜せきのした駅よりデッキで直結。
- 名取市コミュニティバス『なとりん号（まちなか循環線・館腰植松線・下増田線・美田園下余田線）』で「イオンモール名取」下車。
- 南相馬市・相馬市からは東北アクセスの高速バスが乗り入れる（但し、バス停は杜せきのした駅ロータリー内にある[38]）。

### 自動車
- 仙台東部道路 仙台空港ICより9分。
- 仙台東部道路 名取中央SICより8分。
- 仙台東部道路 名取ICより9分。

## 周辺施設
近隣には2007年（平成19年）11月14日に開業した「スーパービバホーム新名取店」や、2008年（平成20年）9月26日開店の「日本トイザらス」などが入居する「アクロスプラザ杜せきのした」などの商業施設が立地している。